# Sieboldius herculeus
Sieboldius herculeus är en trollsländeart som beskrevs av James George Needham 1930. Sieboldius herculeus ingår i släktet Sieboldius och familjen flodtrollsländor. Inga underarter finns listade i Catalogue of Life.